# Catocala contigua
Catocala contigua là một loài bướm đêm trong họ Erebidae.